# Igreja Matriz de Nossa Senhora da Conceição (Pau dos Ferros)
A Igreja Matriz de Nossa Senhora da Conceição é um templo católico localizado no município brasileiro de Pau dos Ferros, no interior do estado do Rio Grande do Norte. É a sede da paróquia de Pau dos Ferros, que faz parte da Diocese de Santa Luzia de Mossoró.
Este templo foi erguido por mobilização popular em 1738, a pedido de Francisco Marçal, considerado o grande pioneiro da história de Pau dos Ferros. Mais tarde, no ano de 1756, a igreja tornou-se matriz de uma grande freguesia.

## Reformas

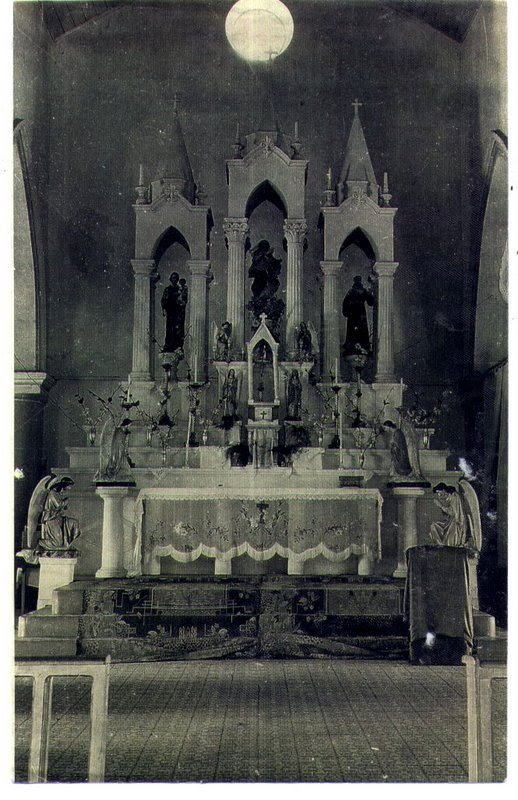
Altar-mor bissecular da Igreja Matriz de Pau dos Ferros no século XIX, demolido em 1969.

Desde a sua construção, este templo católico já passou por várias reformas em sua estrutura.
Na primeira metade do século XX, em 1936, foi o construído o primeiro forro da igreja, que era feito de madeira e, por isso, não resistiu ao tempo devido, principalmente, à ação dos cupins. Neste mesmo período também foi reconstruído o patamar, que até então era longo, com quinze metros de comprimento e feito com tijolos de ladrilho. Em frente ao antigo patamar existia um cruzeiro de alvenaria, utilizado pelos fiéis para fazer as suas preces, que também fora demolido. Três anos mais tarde, foram construídos os dois jardins laterais, onde hoje estão sepultados o monsenhor Manoel Caminha Freire de Andrade (lado direito) e a irmã Ana Maria Rafael (lado esquerdo). Na década de 1940, as paredes externas do templo, que eram feitas de blocos de pedra e tijolos, foram rebocadas e, em 1951, as antigas cadeiras de missa foram substituídas pelos tradicionais bancos.
Em 1960, foi erguida primeira torre da igreja, do lado norte, à direita do templo. Isso foi possível por meio da obtenção de recursos arrecadados pela comunidade paroquial, como também pelos filhos ausentes da terra. A comissão responsável pela construção da torre foi liderada pelo padre Manoel Caminha, pároco da paróquia, contando também com outras participações, como José Edmilson de Holanda (político), o doutor Paulo Germano da Silva e Paulo Diógenes Pessoa (prefeito municipal na época). Ainda nos anos 1960, mais especificamente em 1969, devido a um erro de interpretação nos documentos do Concílio Vaticano II (1963-1965), o bissecular altar-mor foi demolido, dando lugar a um parece com formato de meia lua, com um crucifixo na parte superior e, nas laterais, as imagens da padroeira Nossa Senhora da Conceição e São José.

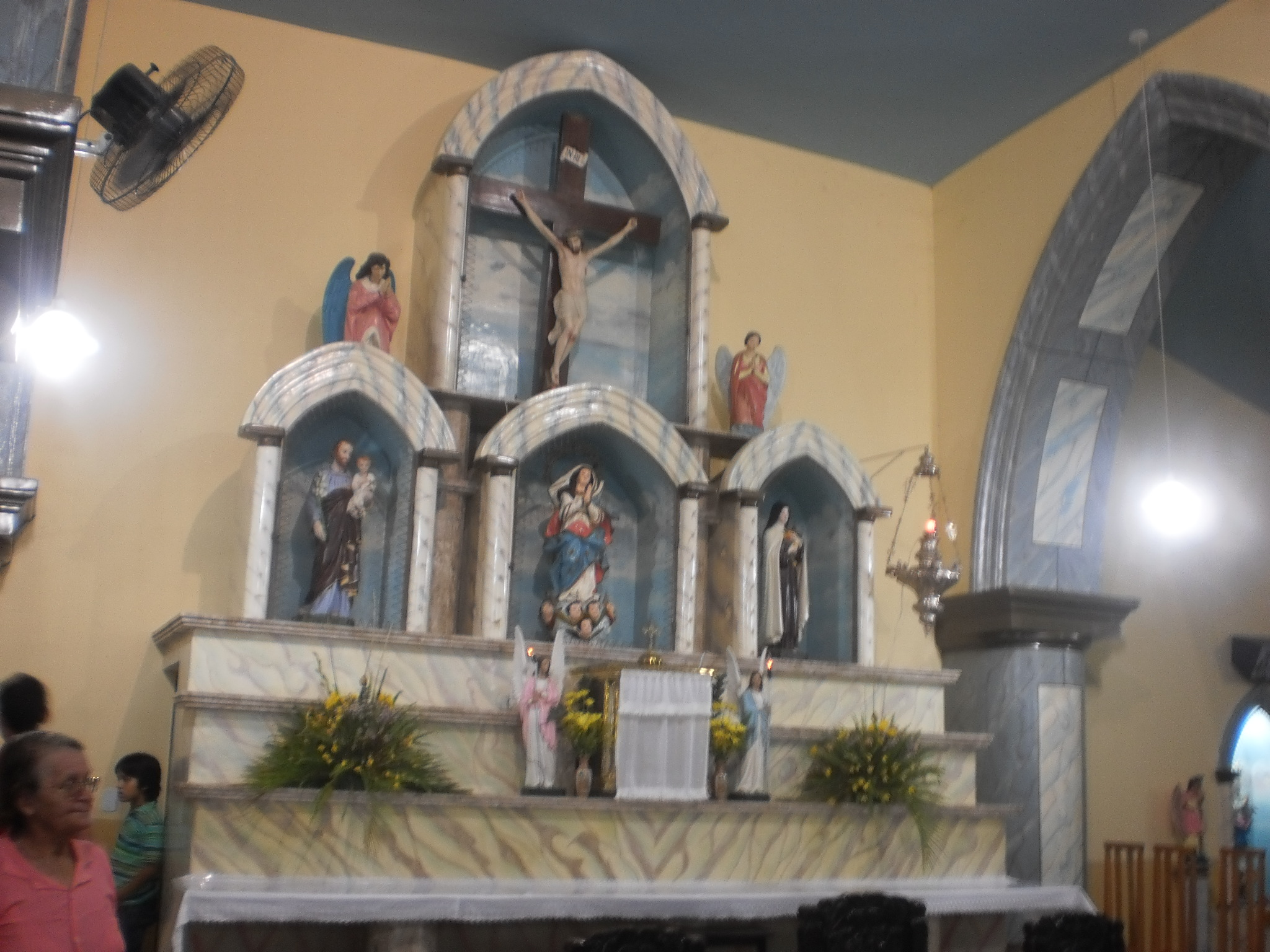
Antigo altar-mor da Igreja Matriz de Nossa Senhora da Conceição, construído em 1999 e demolido em 2012.

Sete anos depois, ocorreu a substituição do piso de toda a igreja, feito com blocos de cimento nas cores natural e vermelho e em forma de mosaico, que foi doado pelo empresário Antônio Florêncio de Queiroz. Também foi demolido o coro, que se localizava logo acima da porta principal de entrada da igreja e era utilizado pela equipe de cântico durante as celebrações. Em 1984, o túmulo do cônego José Bernardino de Queiroz, vigário da paróquia por três vezes (1849, 1860 e 1876) e deputado estadual durante três mandatos, que se localizava logo atrás da igreja, também foi demolido para dar lugar à casa paroquial (hoje um salão de reuniões) e à atual secretaria da paróquia. Em 1999, após três décadas, o parece deu lugar a um novo altar-mor, mais moderno. No ano de 2002 o antigo piso de mosaico foi substituído mais uma vez por um novo piso feito de granito, além de melhorias na segurança da igreja, como o acesso aos jardins laterais, construídos no final da década de 1930.
A partir de 2012, devido a vários problemas estruturais, teve início uma grande reforma e, afim de obter recursos, foi iniciada uma grande campanha, intitulada "Casa Mãe". O coro, demolido na década de 1970, foi reconstruído e o altar-mor, construído em 1999, foi mais uma vez demolido, sendo substituído por ícones litúrgicos, com o pantocrator ao centro. Depois de mais de cinco décadas, foi construída a segunda torre da igreja. A reforma foi concluída em 2015 e, no dia 9 de novembro deste ano, aconteceu o rito solene de dedicação do templo, com missa presidida pelo então bispo diocesano, Dom Mariano Manzana.